# Universidad de Estudios Extranjeros de Osaka
Universidad de Estudios Extranjeros de Osaka (大阪外国語大学 Ōsaka gaikokugo daigaku?), abreviado a  Ōsaka gaidai (大阪外大?), Hangaidai (阪外大?), Hangai (阪外?) o Daigaidai (大外大?) es una universidad pública en Minoh, Prefectura de Osaka, Japón.Está dedicado al estudio de idiomas extranjeros y sus culturas relacionadas.

## Historia
La Universidad se fundó primero en diciembre de 1921 como la Escuela de Lenguas Extranjeros de Osaka en Uehonmachi, Ciudad de Osaka, gracias a una donación de Choko Hayashi. Ofrecía 9 idiomas, incluyendo el Chino como uno de los principales.
Durante la Segunda Guerra Mundial, en 1944, fue renombrada como Escuela de Asuntos Exteriores de Osaka, y fue trasladada a Takatsuki por algunos años después de la guerra, pero volvió a su lugar de origen en la ciudad de Osaka.
En 1949, bajo la ley de universidades públicas, fue renombrada como Universidad de Estudios Extranjeros de Osaka, amplió su oferta a 12 idiomas modernos principales.
En 1979 fue trasladada a las afueras de la ciudad de Minoh para extender las actividades académicas. Ofrecía 25 idiomas modernos como principales y 16 idiomas antiguos y modernos como secundarios.
Ocurrió una fusión con la Universidad de Osaka el 1 de octubre de 2007, así la Universidad de Estudios Extranjeros de Osaka se convierte en el Departamento de Idiomas Extranjeros de la Universidad de Osaka.

## Alumnos notables
- El escritor Ryotaro Shiba (alumno de la Escuela de Lenguas Extranjeros de Osaka)
- El escritor Chin Shunshin(Chen Shunchen)(alumno de la Escuela de Asuntos Extranjeros de Osaka)
- El escritor Seizo Okada
- El escritor y traductor de manga y animé Marc Bernabé
- El alcalde de la ciudad de Minoh - Junichi Fujisawa
- El Dr. Jorge Arturo Vázquez Reta, mexicano especialista en Cirugía General, alumno de la escuela de estudios extranjeros de Osaka. Y Endoscopia por la Universidad de Showa.